# Вышний суд
Вышний суд — «несостоявшийся суд высшего звена в реформированной судебной системе России (1723–1726)».
Вышний суд начался с образования по указу Петра I от 9 февраля 1723 года специального судебного присутствия для рассмотрения дела сенатора П. П. Шафирова и обер-прокурора Сената Г. Г. Скорнякова-Писарева. В состав «Вышнего суда» входили 10 человек: 
- шесть военнослужащих (А. П. Баскаков, С. А. Блеклый, А. Ф. Бредихин, И. И. Бутурлин, И. М. Головин и И. И. Дмитриев-Мамонов);
- московский вице-губернатор И. Л. Воейков;
- три сенатора — А. А. Матвеев, И. А. Мусин-Пушкин и Я. В. Брюс[1].

Работа проходила в так называемом Генеральном дворе в подмосковном селе Преображенское. После завершения дела Шафирова 16 февраля 1723 года эта комиссия была реорганизована в постоянно действующий судебный орган и переведена в Санкт-Петербург, в Зимний дворец; в Преображенском была оставлена Московская контора суда с  судьёй И. И. Бахметевым. Второй конторой Вышнего суда («Вышняго суда кантора Розыскная») стала, учреждённая ещё в июле 1722 года для расследования «дела фискалов» (комплекса уголовных дел по обвинениям должностных лиц фискальской службы), следственная канцелярия генерал-прокуратуры Сената. Ею руководил прокурор Военной коллегии Е. И. Пашков.
Ликвидация Вышнего суда состоялась после смерти Петра I, — на основании закона от 14 марта 1726 года. К 3 декабря 1726 года имущество и архив суда были перевезены из Зимнего дворца в здание на Троицкой площади, где прежде размещалась Камер-коллегия.